# Alkohol-Zündschlosssperre

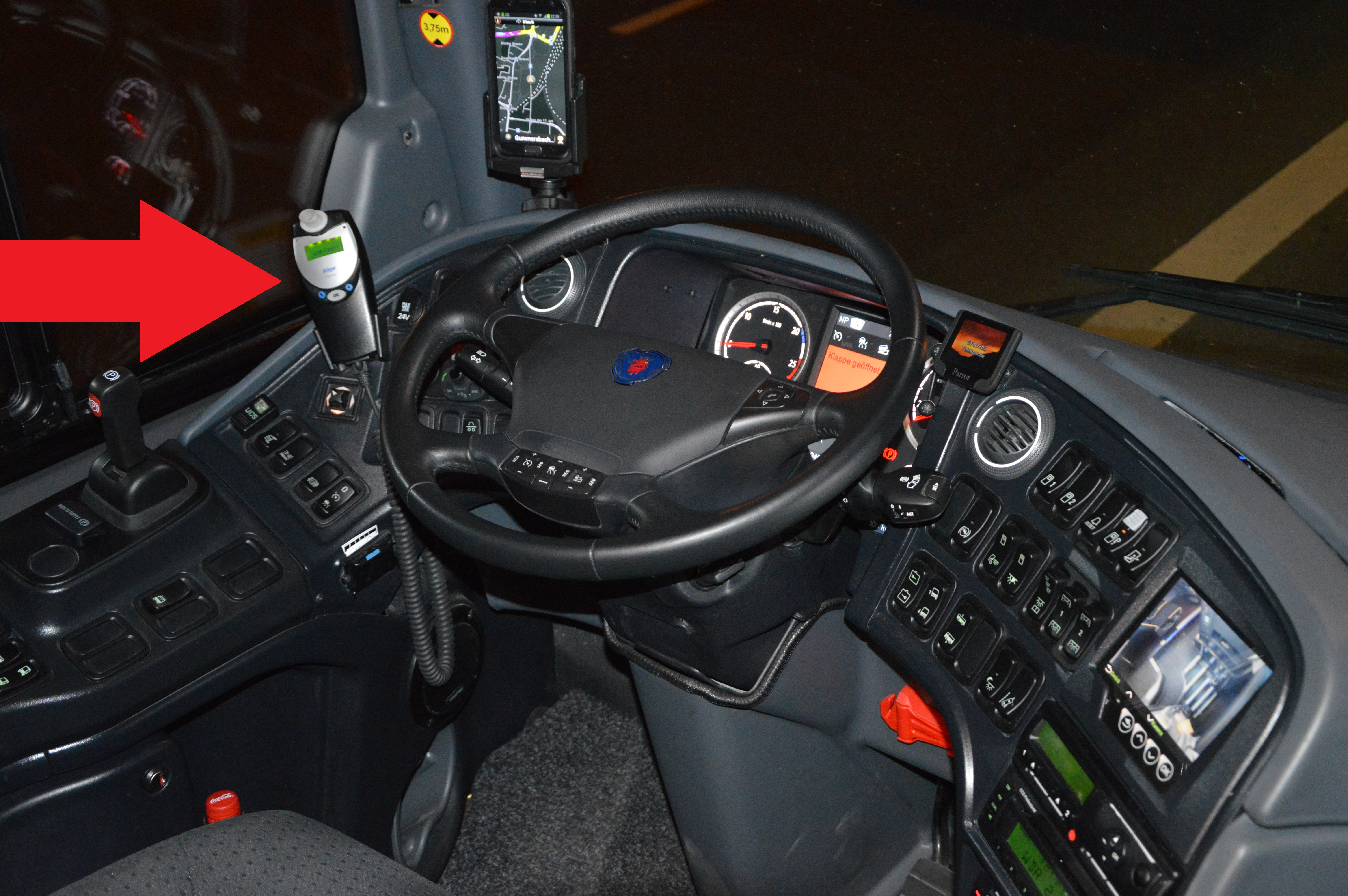
Alkohol-Zündschlosssperre (Pfeil) in einem Scania-Bus der Fernbuslinie Postbus

Eine Alkohol-Zündschlosssperre (auch Alkoholschloss, Alkohol-Interlock, Alkohol-Wegfahrsperre oder kurz Alcolock) ist die technische Verbindung eines Gerätes zur Atemalkoholbestimmung mit einer Wegfahrsperre. Zweck dieser Geräte ist es, mittels einer Zündsperre Autofahrten unter Alkoholeinfluss zu verhindern.

## Technik

Sinnbild zur Kennzeichnung von Alkohol-Zündschlosssperren nach ISO 7000

Eine Alkohol-Zündschlosssperre besteht aus zwei Bauteilen: einem in Reichweite des Fahrersitzes angebrachten Handgerät mit einer Messanzeige und einer Steuereinheit, die unterhalb der Armaturenabdeckung installiert ist. Der Fahrer betätigt zunächst die Zündung. Daraufhin erscheint, beispielsweise durch einen Signalton oder eine LED-Leuchte am Handgerät, die Aufforderung zur Abgabe einer Atemprobe. Das Handgerät misst die Alkoholkonzentration des eingeblasenen Atems, und nach rund fünf Sekunden wird auf einer Anzeige das Ergebnis angezeigt. Liegt der gemessene Wert des Atemalkohols nicht über einem vorher programmierten Wert (z. B. dem gesetzlichen Grenzwert), gibt das Steuergerät den Startstrom frei. Der Motor kann nun gestartet werden. Wird jedoch eine zu hohe Atemalkoholkonzentration gemessen, blockiert das Steuergerät den Anlasser und damit die Startfunktion des Motors.
Als Sensor im Handgerät wird eine Mini-Brennstoffzelle verwendet, die nur auf Ethanol anspricht. Dieser Sensor erfasst den Atemalkoholgehalt als quantitative Messgröße und formt ihn in ein elektronisch ablesbares Signal um.
Moderne Geräte speichern Ereignisprotokolle, wie Ergebnisse, Datum und Uhrzeiten der Atemtests. Die Protokolle können von einem zentralen Server eines Unternehmens, z. B. des Fuhrparkmanagements, abgerufen oder lokal auf einen Computer heruntergeladen werden. Die Einstellungen können den Anforderungen der Firmen (z. B. hinsichtlich Schichtwechsel oder Tagesverlauf) angepasst werden. Erfordert der Betriebsablauf einen schnellen Fahrerwechsel, wie es etwa bei Linienbussen in Großstädten üblich ist, kann das Gerät so programmiert werden, dass ein Test innerhalb kürzester Zeit möglich ist, ohne dass das Fahrzeug neu gestartet werden muss.

## Nachträglicher Einbau und Kosten
In Europa wird der Einbau ab Werk derzeit ausschließlich vom Automobilhersteller Volvo unter dem Namen Alcoguard angeboten.
Der schwedische Nutzfahrzeughersteller Scania bietet für LKW und Busse eine werksseitige Vorbereitung an, die den schnellen Einbau jedes Gerätetyps ohne Neuverkabelung ermöglicht.
Ein nachträglicher Einbau ist für nahezu alle Kraftfahrzeuge möglich. Die Kosten betragen in Deutschland zwischen 1000 und 2000 Euro, in der Schweiz rund 1500 CHF. Hinzu kommen noch die laufenden Kosten der Kalibrierung, die – je nach Modell – alle sechs bis zwölf Monate erforderlich ist.

## Situation in einzelnen Ländern

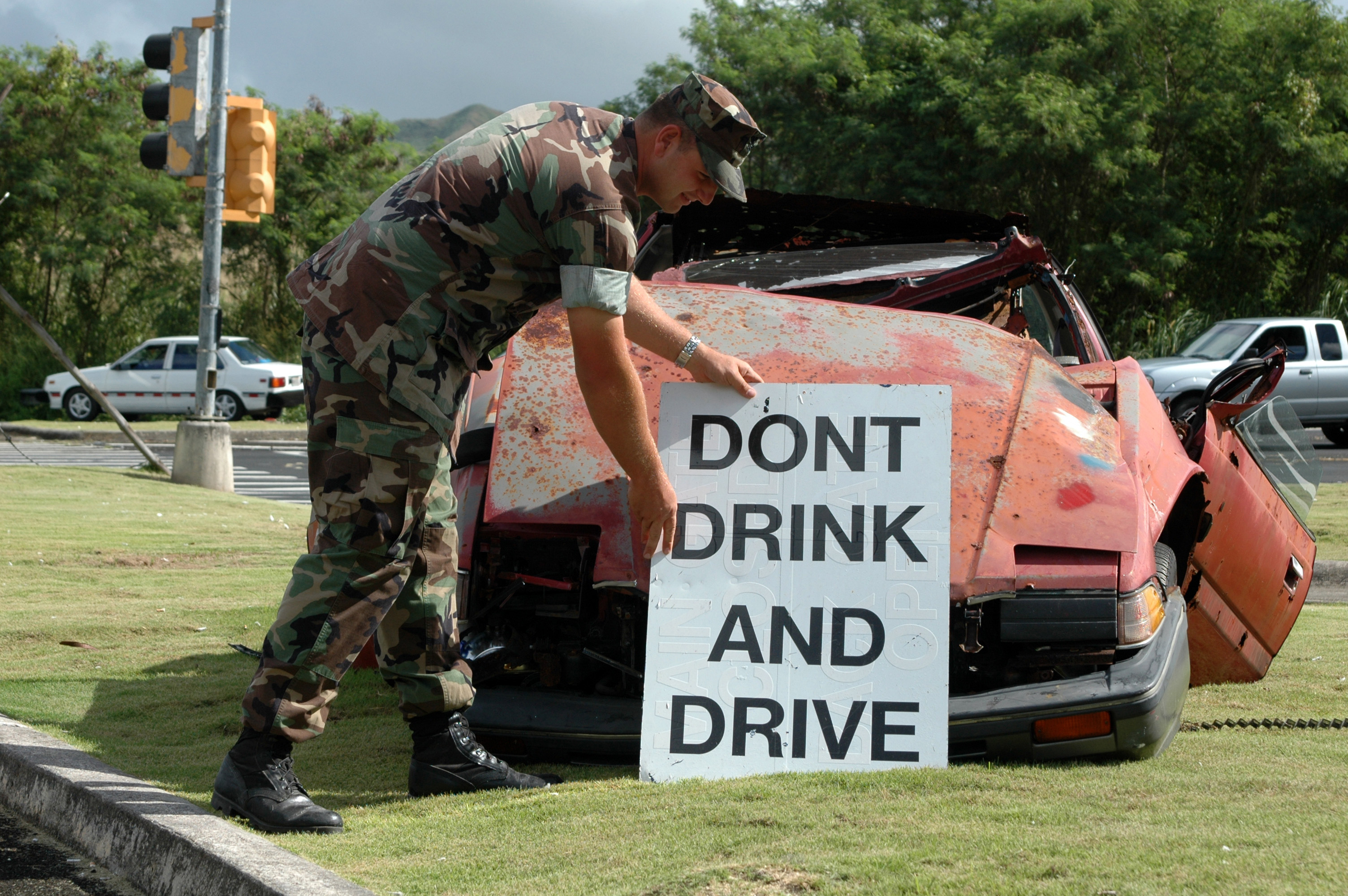
Aufstellen eines Warnschildes nach Alkoholfahrt

### Vereinigte Staaten von Amerika
In den USA werden Alkohol-Zündschlosssperren seit 1986 eingesetzt: Mit dem Farr-Davis Driver Safety Act of California wurden die ersten rechtsverbindlichen Vorschriften für den Einsatz von Alcolocks bei alkoholauffälligen Fahrern in Kalifornien geschaffen. Heute haben alle 50 Staaten der USA Gesetze zur Verwendung von Alkohol-Zündschlosssperren eingeführt. Dabei sind die Rahmenbedingungen unterschiedlich gestaltet: Einzelne Staaten schreiben den Einbau und die Nutzung von Alkohol-Zündschlosssperren für jeden wegen Trunkenheit am Steuer verurteilten Fahrer vor, andere erst für Wiederholungstäter oder ab einer bestimmten Blutalkoholmenge. Viele Staaten erlauben Auflagen zum Einbau im Rahmen von Ermessensentscheidungen des Richters.
2015 veröffentlichte der Bundesstaat Michigan eine Studie zur Evaluation des mit der dem Alkohol-Interlock verknüpften Rehabilitationsprogramms für alkoholauffällige Fahrer: Danach bewirkt der Einbau der Geräte eine erheblich niedrigere Rückfallquote im Vergleich zu den Fahrern, denen das Gericht kein Gerät vorschreibt. Die Studie ergab auch, dass nur 0,5 Prozent der Betroffenen die Geräte wieder ausbauen und 1,2 Prozent diese manipulieren.
Das kalifornische Unternehmen Autosense in Silicon Valley gilt nach eigenen Angaben als Pionier und Markteinführer der ersten Alkolocks, dieser Anspruch ist jedoch nicht belegt. In den Vereinigten Staaten gelten Alkohol-Zündschlosssperren heute als technisch ausgereift und störungsfrei. Unter dem Kürzel IID (für englisch ignition interlock device) sind sie in den allgemeinen Sprachgebrauch eingegangen.

### Europäische Union
Alkoholmissbrauch ist in Europa für rund 25 % der Verkehrstoten verantwortlich. Die EU führt daher seit Jahren umfangreiche Studien zur Wirksamkeit von Alkohol-Zündschlosssperren durch. Diese belegen nach Angaben der Europäischen Kommission, dass die Geräte bei alkoholauffälligen Fahrern hinsichtlich der Rückfälligkeit wesentlich (40 bis 95 %) effektiver sind als herkömmliche Ahndungsmethoden (wie Führerscheinentzug oder Bußgelder). Demnach kann durch den Einsatz von Alkohol-Zündschlosssperren erreicht werden, dass wiederholt alkoholauffällige Fahrer ihre Fahrerlaubnis behalten können und gleichwohl erfolgreich davon abgehalten werden, ihr Fahrzeug in angetrunkenem Zustand zu nutzen. Die Studien unterstreichen auch die mögliche Rolle dieser Geräte im Rahmen von Rehabilitationsprogrammen: Alkohol-Zündschlosssperren selbst haben zwar keine therapeutische Wirkung, können Therapien jedoch erfolgreich unterstützen. Eine dieser Studien bestand aus einem einjährigen Feldversuch mit spanischen und norwegischen Busfahrern, deutschen LKW-Fahrern und belgischen Fahrern, die wegen Alkoholmissbrauch verurteilt waren, sowie alkoholabhängigen Menschen. Der Versuch zeigte die Praxistauglichkeit sowohl im kommerziellen als auch im privaten Bereich. Am 27. September 2011 hat das Europäische Parlament einen umfangreichen Katalog von Maßnahmen zur Verkehrssicherheit verabschiedet. Zu den über 100 Vorschlägen gehört u. a. der Einbau von Alkohol-Zündschlosssperren in alle neuen Fahrzeuge des gewerblichen Personen- und Güterverkehr in Europa sowie bei besonders alkoholauffälligen Fahrern.
Im November 2019 wurde in der EU-Verordnung EU 2019/2144 beschlossen, dass EU-Typgenehmigungen ab 6. Juli 2022 nur für Pkw, Busse, Transporter, Lkw (EG Fahrzeugklassen M1, M2, M3, N1, N2, N3) mit einer Schnittstelle für den Anschluss von Alkohol-Wegfahrsperren nach EN 50436 erteilt werden. 2 Jahre später, ab 7. Juli 2024 müssen dann alle in der EU erstzugelassenen Fahrzeuge der oben genannten Fahrzeugklassen mit einer solchen Schnittstelle ausgestattet sein. Diese Schnittstelle erleichtert und standardisiert den Anschluss eines Atemalkohol-Kontrollgerätes in Neufahrzeugen. Das eigentliche Atemalkohol-Kontrollgerät ist aber nicht Bestandteil der Bestimmungen.

### Österreich
In Österreich gibt es derzeit keine rechtlichen Vorschriften zum Einsatz von Alkohol-Zündschlosssperren.
Das Verkehrsministerium hat 2011 ein umfangreiches Verkehrssicherheitsprogramm gestartet, das auch Pilotvorhaben zu einer möglichen Einführung von Alkohol-Wegfahrsperren im Straßengüterverkehr beinhaltet.
Ein erster Pilotversuch mit Lastkraftwagen, der auch vom Fachverband Güterbeförderungsgewerbe unterstützt wurde,
konnte Anfang 2012 abgeschlossen werden: Die Ergebnisse wurden durchweg positiv bewertet; die Hälfte der beteiligten 23 Transportunternehmen befürwortet seither gesetzliche Vorschriften, 35 % plädieren für freiwillige Regelungen.
In einem weiteren Pilotprojekt hat das Kuratorium für Verkehrssicherheit in Zusammenarbeit mit der Wirtschaftskammer Salzburg mehrere Taxis und Schülertransportfahrzeuge mit Alkohol-Wegfahrsperren ausgestattet.
2012 ereigneten sich in Österreich 2.684 Unfälle mit alkoholisierten Beteiligten; dabei wurden 3425 Personen verletzt und 39 getötet.

### Deutschland
In Deutschland fehlt derzeit ein gesetzlicher Rahmen für den staatlichen Einsatz von Alkohol-Zündschlosssperren. Neben ungeklärten verkehrs- und strafrechtlichen Fragen bestehen Zweifel an der Vereinbarkeit mit dem Grundgesetz, insbesondere mit dem Grundsatz der Verhältnismäßigkeit. Dieser verlangt u. a., dass jede staatliche Maßnahme, die in Grundrechte eingreift, erforderlich und angemessen ist. Eine Einführung von Alkohol-Zündschlosssperren in Deutschland erfordert daher eine sorgfältige Abwägung aller Vor- und Nachteile. Dies gilt vor allem hinsichtlich der Einschränkung des Eigentumsrechts (Art. 14 GG) und der allgemeinen Handlungsfreiheit (Art. 2 Abs. 1 GG). Die Bundesanstalt für Straßenwesen hat daher am 1. Juli 2011 im Auftrag des Bundesverkehrsministeriums ein Pilotprojekt gestartet, bei dem zunächst die rechtlichen Voraussetzungen geklärt werden sollten. In einer zweiten Phase sollen Personen ermittelt werden, die auf freiwilliger Basis an dem Projekt teilnehmen. Danach ist die eigentliche Testphase mit anschließender Auswertung vorgesehen. Erste Ergebnisse und Handlungsempfehlungen sollten bereits 2013 vorliegen; die Veröffentlichung verzögerte sich jedoch. Der Titel des Forschungsvorhabens lautet: Verbesserung der Sicherheitswirksamkeit von Rehabilitationsmaßnahmen für alkoholauffällige Kraftfahrer durch die Nutzung von Alkohol-Interlocks.
Im März 2012 setzte sich der seinerzeitige Vorsitzende des Verkehrsausschusses des Deutschen Bundestages, Anton Hofreiter, in einem Interview in einer Automobil-Zeitung für die Einführung von Alcolocks in Schulbussen ein. Der Vorsitzende des Bundestags-Verkehrsausschusses, Martin Burkert (SPD), regte im November 2014 eine Einführung der Alkohol-Zündschlosssperren zur Eindämmung der durch Alkohol verursachten Verkehrsunfälle an.
Auch Bundesverkehrsminister Alexander Dobrindt (CSU) verkündete, man stehe dieser Maßnahme im Sinne einer freiwilligen Bewährungsauflage für Promillesünder grundsätzlich positiv gegenüber. Ende Januar 2019 sprach sich der 57. Verkehrsgerichtstag für die Einführung von Alkolocks aus. Sie sollen „als Ergänzung zu dem bestehenden Maßnahmensystem für alkoholauffällige Kraftfahrer“ dienen und eine Alternative zur vorläufigen Entziehung der Fahrerlaubnis (§ 111a StPO) bzw. Sicherstellung oder Beschlagnahme (§ 94 StPO), eine Ausnahme von der Sperrfrist, die die Wiedererteilung der Fahrerlaubnis betrifft (§ 69a Abs. 2 StGB) bzw. sperrfristverkürzend (§ 69a Abs. VII StGB) und eine Alternative zum Fahrverbot (§ 44 StGB) bieten.

### Frankreich
Alkoholmissbrauch am Steuer ist in Frankreich für 31 % aller Verkehrstoten verantwortlich.
Im Oktober 2009 wurde eine Verordnung erlassen, die den Einbau von Alkohol-Wegfahrsperren (französ.: éthylotest anti-demarrage (EAD)) in allen neuen Schulbussen ab 1. Januar 2010 vorschreibt. Seit 1. September 2015 müssen auch die bestehenden Schulbusse nachgerüstet sein.
Bereits im September 2011 sind Regelungen in Kraft getreten, die im Rahmen von Rehabilitationsprogrammen auch den Einbau von Alkohol-Zündschlosssperren in Fahrzeugen von Wiederholungstätern vorschreiben. Darüber hinaus setzen einige französische Speditionen Alkohol-Zündschlosssperren auf freiwilliger Basis ein.
In Frankreich sind alle Kraftfahrzeughalter seit dem 1. Juli 2012 verpflichtet, ein einfaches Gerät zur Messung des Atemalkohols mitzuführen. Laut Dekret vom 28. Februar 2013 wird das Nichtmitführen des Messgerätes allerdings nicht wie ursprünglich vorgesehen mit einer gebührenpflichtigen Verwarnung belegt, sodass das Fehlen des Gerätes de facto nicht geahndet wird. Im Fall eines Unfalls unter Alkoholeinfluss könnte dies jedoch nachteilig ausgelegt werden.

### Niederlande
Seit dem 1. Dezember 2011 gelten in den Niederlanden strengere Auflagen für Autofahrer, die wegen Alkohol am Steuer auffällig geworden sind. Der Einsatz einer Zündschlosssperre im Fahrzeug des Betroffenen ist zunächst für die Dauer von zwei Jahren vorgesehen. Zeigt sich nach weiteren sechs Monaten keine Verhaltensänderung, kann die Fahrerlaubnis für fünf Jahre entzogen werden. Die Kosten für Installation und Betrieb des Gerätes trägt der Betroffene.

### Polen
Seit Mai 2015 werden in Polen Autofahrer, die wegen Alkohol am Steuer auffällig geworden sind, streng bestraft. Neben der Verhängung von Geldbußen und Freiheitsstrafen ist bei straffällig gewordenen Fahrern eine Verpflichtung zum Einbau einer Alkohol-Zündschlosssperre vorgeschrieben. Auch der Entzug des Führerscheins auf Lebenszeit ist möglich.

### Belgien
Seit 1. Oktober 2010 ist in Belgien ein Gesetz in Kraft getreten, das es den Richtern im Rahmen von Ermessensentscheidungen ermöglicht, alkoholauffälligen Fahrern den Einbau einer Alkohol-Zündschlosssperre vorzuschreiben.

### Schweden
Derzeit ist Schweden das einzige EU-Land, in dem Alkohol-Zündschlosssperren in großer Zahl eingesetzt werden; insgesamt waren dort Anfang 2014 rund 75.000 Geräte in Kraftfahrzeugen installiert. Diese kommen nicht nur bei bereits alkoholauffälligen Fahrern (gesetzlich zulässig seit 1. Januar 2012), sondern auch präventiv in LKW, Bussen, Schulbussen und Taxen zum Einsatz.
2010 bot Volvo allen Kunden in Schweden einen Rabatt für werksseitig eingebaute Geräte in LKW an. Daraufhin wurde ein Viertel aller schweren Volvo-Lkw mit bereits installierten Alcoguards verkauft.
Zur Unterstreichung der Vorbildfunktion des Staates sind seit 2012 rund 75 % der Regierungsfahrzeuge mit Alkohol-Wegfahrsperren ausgestattet; darüber hinaus ist seit Ende 2012 der Einbau dieser Geräte in Schulbusse vorgeschrieben.

### Finnland
Seit 1. August 2011 besteht in Finnland eine Verpflichtung zur Verwendung der Geräte in Schulbussen und Fahrzeugen zum Transport von Kindern zu Kindertagesstätten. Bei wegen Trunkenheit am Steuer verurteilten Autofahrern haben Richter die Möglichkeit, den Einbau einer Alkohol-Zündschlosssperre für ein Jahr (höchstens bis zu 3 Jahren) anzuordnen. Gleichzeitig muss der Verurteilte sich einem medizinisch überwachten Rehabilitationsprogramm unterziehen. Ist der Verurteilte hierzu nicht bereit, wird ihm der Führerschein entzogen. Nach einer im Jahr 2013 veröffentlichten Studie beträgt die Rückfallquote bei Einbau eines Alkohol-Zündschlosssperre sechs Prozent, ohne dieses Gerät dreißig Prozent. Diese Studie wurde auf Basis von über einen Zeitraum von vier Jahren erfassten Vergleichsdaten erstellt.

### Irland
Derzeit gibt es in Irland keine staatlichen Regelungen zu Alkohol-Zündschlosssperren. Einige Busunternehmen setzen die Geräte auf freiwilliger Basis ein. Die Tatsache, dass der Test vom Fahrer sichtbar vor allen Mitreisenden durchgeführt wird, wird von den Passagieren begrüßt.

### Großbritannien und Nordirland
In Großbritannien und Nordirland gibt es keine staatlichen Regelungen zu Alkohol-Zündschlosssperren. Das größte europäische Busunternehmen im Linienverkehr, der britische National Express, baut die Geräte in alle neuen Bussen ein und rüstete alle 1700 Busse nach. Die Ergebnisse der Alkoholtests werden online unmittelbar in die Unternehmenszentrale in Birmingham übermittelt, sodass in Problemfällen sofort gehandelt werden und z. B. ein Ersatzfahrer eingesetzt werden kann. Sicherheitsaspekte werden vom Unternehmen gezielt im Marketing beworben. Diese Unternehmenspolitik wird auch als Folge eines spektakulären Busunfalls im Jahr 2007 mit 30 Verletzten gesehen; der angetrunkene Fahrer des Unternehmens wurde zu einer Haftstrafe verurteilt.

### Japan
Derzeit gibt es in Japan keine staatlichen Regelungen. Einige Busunternehmen und Speditionen nutzen das System auf freiwilliger Basis.

## Kritik
Alkohol-Zündschlosssperren sind – neben den beispielsweise in Deutschland ungelösten verkehrs- und verfassungsrechtlichen Problemen – immer wieder Gegenstand kritischer Diskussion:
- Manipulationen: Die Geräte können, so die Kritik, wie jedes technische Gerät manipuliert werden. So könnte ein angetrunkener Fahrer auch eine Luftpumpe an das Mundstück des Handgerätes anschließen und die Luft langsam ins Gerät strömen lassen. Manipulationsversuchen kann auf verschiedene Art entgegengewirkt werden: Grundsätzlich lassen sich Lufttemperatur, -menge, -druck und -feuchtigkeit sowie Vibrationen erfassen. So lässt sich auch vermeiden, dass Kinder mit geringerem Atemvolumen das Gerät nutzen. Auch gegen Manipulationen der Batterie (zum Starten des Fahrzeuges) sind Sicherungen möglich.[38] Laut Untersuchungen aus den USA und Kanada sind Manipulationen sehr selten.[2]
- Start durch Atemprobe eines Nicht-Fahrers: Das System kann umgangen werden, indem eine nüchterne Person (z. B. Beifahrer) für den angetrunkenen Fahrer die Atemprobe abgibt. Dem wird in der Diskussion bisweilen entgegengehalten, dass es nicht allgemeiner Lebenserfahrung entspricht, dass ein Beifahrer das Fahrzeug startet, um dann mit einem Betrunkenen mitzufahren. Allerdings wäre eine Atemprobe möglich, ohne anschließend mitzufahren. Darüber hinaus wäre ein angetrunkener Fahrer nicht nur zum ersten Starten, sondern auch nach jedem längeren Halt auf eine andere Person für die Atemprobe angewiesen.[39]
- Kosten: In der Kritik steht der nicht unerhebliche Kostenaufwand (1000 bis 2000 Euro) der – z. B. bei einer generellen Vorschrift zum Einbau in alle LKW – alle Berufskraftfahrer bzw. die Unternehmen belasten würde, obwohl Alkoholfahrer unter ihnen nur eine sehr kleine Minderheit ausmachen. Dem stehen die volkswirtschaftlichen Kosten von Straßenverkehrsunfällen gegenüber, die von der Bundesanstalt für Straßenverkehr mit über 32 Mrd. Euro angegeben werden.[40] In Deutschland waren 2014 etwa 3,6 % der gemeldeten Unfälle mit Personenschaden auf Alkoholeinfluss des Fahrers zurückzuführen.[41]